# Florence Hannah Bacon Marsh
Florence Hannah Bacon Marsh (*  1881 in Warwickshire; † 1948) war eine britische Botanikerin.

## Werdegang
Bevor Florence Marsh in Hindhead eine der ersten Koedukationsschulen Großbritanniens besuchte, wurde sie privat unterrichtet. Nach Beendigung der Schulzeit nahm sie Studien in der Disziplin Botanik an der Universität von Nottingham auf. Ihr besonderes Interesse galt dem Bereich der Ökologie, dem sie sich während ihres Studiums vertieft zuwandte. Florence Marsh betrieb in der Folge Forschungen zu Pollen. Aus gesundheitlichen Gründen konnte sie ihre Laborarbeit nicht weiter fortführen und wandte sich stattdessen der Feldbotanik zu. Als Forschungsschwerpunkt wählte sie hier die Flora von Herefordshire.

## Würdigung
Florence Marsh war für die Wild Flower Society als Referentin tätig. In Anerkennung ihrer Dienste wurde sie zum Mitglied der Botanical Society und 1935 zum Mitglied der Linnean Society ernannt.